# Eccellenza
El campeonato de Eccellenza es el quinto nivel del campeonato de fútbol en Italia. Por importancia, es el segundo campeonato para amateurs y el mayor de nivel regional. Está organizado por la Lega Nazionale Dilettanti (Liga Nacional Amateur) a través de los Comités Regionales.

## Formato
Fue instituido a partir de la temporada 1991/92 y representa el campeonato de nivel regional más importante en Italia. En la Eccellenza compiten equipos aficionados.
Siendo organizados por los comités de la Liga Nacional Amateur en las varias regiones italianas, las características de los diferentes campeonatos no son homogéneas en todo el territorio nacional: de hecho, puede variar el número de los equipos participantes y el número de los que descienden.
En total, hay 28 grupos (gironi) de Eccellenza con 466 equipos. Hay regiones con un solo grupo, otras con dos; el Valle de Aosta no tiene un grupo regional y sus equipos compiten en los del Piamonte, mientras que la Lombardía tiene tres grupos.
Los equipos tienen que utilizar en cada partido al menos un jugador Sub-19 y otro Sub-18.

## Ascenso
En cada temporada hay a disposición 36 lugares para ascender a la Serie D:
- 28: para cada ganador de los 28 grupos;
- 7: para los ganadores de los Play-Off nacionales;
- 1: para el campeón de la Copa Italia Amateurs.

## Descenso
Generalmente descienden a la Promozione los últimos tres equipos de cada grupo, con modalidades que varían (aunque en la mayor parte de las regiones se utiliza el sistema de los play-out). 

## Campeonatos de Eccellenza
El número de los participantes puede variar en el curso de los años. La siguiente lista está actualizada a la temporada de Eccellenza 2024/25.
- Eccellenza Abruzzo (1 grupo de 18 equipos)
- Eccellenza Apulia (1 grupo de 20 equipos)
- Eccellenza Basilicata (1 grupo de 16 equipos)
- Eccellenza Calabria (1 grupo de 16 equipos)
- Eccellenza Campania (2 grupos de 18 equipos)
- Eccellenza Cerdeña (1 grupo de 16 equipos)
- Eccellenza Emilia-Romagna (2 grupos de 18 equipos)
- Eccellenza Friuli-Venezia Giulia (1 grupo de 18 equipos)
- Eccellenza Lazio (2 grupos de 18 equipos)
- Eccellenza Liguria (1 grupo de 16 equipos)
- Eccellenza Lombardia (3 grupos de 18 equipos)
- Eccellenza Marche (1 grupo de 16 equipos)
- Eccellenza Molise (1 grupo de 16 equipos)
- Eccellenza Piemonte-Valle d'Aosta (2 grupos de 16 equipos)
- Eccellenza Sicilia (2 grupos de 16 equipos)
- Eccellenza Toscana (2 grupos de 16 equipos)
- Eccellenza Trentino-Alto Adigio (1 grupo de 16 equipos)
- Eccellenza Umbria (1 grupo de 16 equipos)
- Eccellenza Veneto (2 grupos de 16 equipos)
- Total: 474 equipos divididos en 28 grupos

## Otras ligas

### De nivel superior
- Serie A
- Serie B
- Serie C
- Serie D

### De nivel inferior
- Promozione
- Prima Categoria
- Seconda Categoria
- Terza Categoria
- Juvenil